# Vendaje funcional
Se utilizan en articulaciones como el hombro, codo, muñeca, dedos, tobillo, rodilla, cadera o espalda. También se han desarrollado métodos de vendaje para dar solución a problemática de índole muscular, como son los vendajes de descarga, de acortamiento, de inhibición, etc.
El material es variable, y según el caso, se han de utilizar tiras inelásticas específicas, tiras autoadhesivas, tiras elásticas adhesivas, tiras de foam, etc.
Se utiliza fundamentalmente en patologías traumáticas y deportivas, aunque en la actualidad está llegando a los centros de asistencia primaria y algunos hospitales, tanto por enfermeros como fisioterapeutas.
Es una técnica que modifica la alineación articular (en su beneficio).

## Objetivos del vendaje funcional
Los diferentes objetivos comunes asignados a las técnicas de vendaje son:
- Sujetar y mantener en su lugar apósitos.

- Ejercer cierto grado de compresión sobre una herida para contener una hemorragia.

- Mantener en su lugar férulas.

- Inmovilizar o limitar los movimientos de la zona lesionada.

- Disminución de las manifestaciones clínicas de la lesión: disminuye el dolor y el edema.

- Facilitar la regeneración de los tejidos permitiendo el movimiento

- Corrección de deformidades

- Facilitación y estímulo de movimiento y del control motor

- Prevención de lesiones y sus recidivas/recaídas por traumas indirectos en la estabilización.

- Prevención de deformidades.

Se pueden extender a unos más específicos. Los objetivos estarán definidos por el profesional de salud que va a aplicar el vendaje, según las necesidades del paciente. Es imprescindible plantearles después de haber realizado una anamnesis, un examen y una exploración adecuada del paciente.
Dependerán del campo de actuación en el que nos encontremos:
- Campo de la traumatología y del deporte. El objetivo principal sería reforzar o suplir una estructura lesionada permitiendo a la vez un movimiento funcional lo más óptimo posible. Sería estabilizar lo más que posible una estructura, permitiendo al paciente seguir practicando sus actividades. Se realizaría un vendaje limitando los movimientos que implican el uso de las estructuras dañadas, dejando libre los movimientos que no la usan. Es obvio que dependerá del diagnóstico de la lesión que presenta el paciente, y de la decisión de los profesionales de salud.

- Campo de la neurología y de la reeducación del sistema neuromotor. Los objetivos principales serían de estimular o facilitar una determinada función es decir potenciar la función que ha sido perdida o debilitada como consecuencias de un trastorno neurológico.

- Para pacientes sufriendo de linfedemas (acumulación de líquido linfático en los tejidos) trataríamos de evitar la consolidación del edema y favorecer su reabsorción.

## Mecanismo de acción de los vendajes funcionales
Se pueden clasificar como mecánicos, neurológicos y psicológicos. Estos mecanismos de acción varían según el objetivo que desempeña el vendaje.

### Mecánicos
Dependerá mucho del material utilizado (tipo de vendas: elásticas o inelásticas), de la tensión ejercida y de la técnica al colocarlas. También dependerá del número y de la intensidad de las solicitaciones y del tiempo que el vendaje permanecerá colocado. Las acciones serían principalmente de:
- Colocar una estructura en acortamiento para favorecer su curación, regeneración y disminuir el dolor.

- Facilitar un movimiento o función muscular.

- Alivio de las tensiones mecánicas ejercidas

- Mejora en el posicionamiento articular

- Estabilización de una articulación (sin influencia en su rendimiento)

- Limitación de uno o varios movimientos que, por ejemplo, presentan dolor

- Disminuir solicitaciones sobre una estructura

- Compresión de los tejidos

### Neurofisiológicos
La tensión de la tiras y su adherencia, conllevan un aumento de la información exteroceptiva que recibe el paciente. Esta tensión percibida a través de su piel le proporciona información sobre el movimiento que queremos facilitar o limitar con el vendaje.
La compresión del vendaje produce también un aumento de la propiocepción lo que ayuda a reconocer mejor las variaciones de posición y los movimientos que se están produciendo en la estructura vendada.
Las acciones neurofisiológicas de los vendajes, más generalmente, se pueden resumir en:
- Alivio de las tensiones mecánicas ejercidas

- Mejora en el posicionamiento articular

- Refuerzo de las informaciones de origen cutáneo y subcutáneo

- Aumento del flujo aferente exteroceptivo, propioceptivo

- Control del dolor y de la respuesta inflamatoria

### Psicológicos
El vendaje suele proporcionar al paciente comodidad debido a la inmovilización funcional lo que le permitirá, en ciertas condiciones, seguir con sus actividades diarias. Les proporciona también una sensación de seguridad, protección y estabilidad. El vendaje suele disminuirle el dolor lo que le puede conducir a pensar que puede utilizar de forma totalmente normal la estructura. Debido a esto, hay que tener mucho cuidado para que el paciente no realice una utilización incorrecta y abusiva de la estructura dañada. Estos casos podrían provocar una recidiva o un fracaso en la reeducación de la función.

## Desarrollo del vendaje funcional
1.- Anclajes
Estas tiras deben ir colocadas sin tensión o con una tensión muy ligera. Se recomienda utilizar material rígido o inelástico para que no altere la función de las tiras activas. 
Una tira se colocará a nivel distal y otro a nivel proximal. Dependiendo de a qué distancia se coloquen se conseguirá una mayor (si están lejos de la articulación) o menor acción (si están más cerca de la articulación). Sobre estas tiras irán las tiras activas sin sobrepasarlas. 
Hay que tener cuidado de no provocar un problema circulatorio en la zona. 
La función de estas tiras consiste en:
- Que las tiras activas se aseguren un buen agarre.

- Que la tensión que ofrecen las tiras activas se distribuya a lo largo de la zona donde están las tiras de anclaje.

- Evitar que las tiras activas traccionen directamente sobre la piel.

2.- Tiras activas
Las tiras activas deberán ir colocadas de una tira de anclaje a la otra sin sobrepasarlas. Estas tiran son las que realizan la función para la que está destinada el vendaje funcional. El tipo de material a elegir dependerá de la situación del paciente, de su patología y de la función para la cual está destinado el vendaje. El número de tiras dependerá de la situación del paciente, del peso, de la limitación que queramos dar etc. Según evoluciona el paciente iremos disminuyendo el número de tiras activas. 
3.- Tiras de fijación
Este tipo de tiras sirven para evitar que las tiras activas se despeguen. Se colocan como las de anclaje
4.- Tiras añadidas
Sirven para ayudar a las tiras activas a realizar la función deseada. Refuerzan su función.
5.- Tiras de cierre
Son tiras que cierran el vendaje, es decir, protegen el vendaje. Se colocan encima del vendaje para asegurarse de que no se despegan las tiras de las zonas asignadas. Puede cerrarse con tiras circulares completas o parciales. 

## Clasificación de los vendajes funcionales

### Vendajes funcionales clásicos
Sirven para:
- Cambios en la biomecánica articular: mediante el vendaje funcional podemos corregir un fallo en la biomecánica de la articulación.
- Estabilizar
  - Suplir: permite una función correcta y sin dolor de la estructura dañada. Por ejemplo, cuando se produce un esguince. El vendaje suple las estructuras ligamentosas dañadas y realiza su función.
  - Reforzar: Cuando el tejido no es capaz de realizar la función tan eficientemente como antes de la lesión, el vendaje funcional disminuye el nivel de solicitación de la estructura que se está reparando y/o regenerando.
- Dispersión de fuerzas: con la utilización del vendaje funcional se pueden distribuir las fuerzas que genera la tracción del músculo sobre el hueso, evitando así,  tendinopatías, periostitis etc.
- Contención y compresión: mediante el vendaje funcional podemos minimizar el edema así como limitar su aparición.
- Permite entrenar o competir al deportista aún y cuando la lesión no está de todo curada o esta es crónica

### Vendajes funcionales especiales
Sirven para: 
- Cambios en la fisiología articular íntima

- Facilitación e inhibición del reclutamiento

- Reeducación y facilitación neurológica

## Características de los vendajes funcionales según el material utilizado
Características del vendaje inextensible, inelástico o rígido adhesivo
- Con el vendaje inextensible podemos limitar un determinado movimiento de forma más precisa que con el vendaje elástico.
- El material inextensible está más indicado para patología capsuloligamentosa.

Características del vendaje y/o material elástico adhesivo
- Es más confortable para el paciente.
- Es más fácil de manejar ya que se pueden dirigir las tiras más fácilmente.
- Está más indicado para patología muscular y tendinosa
- Puede resultar ineficiente para proteger o estabilizar articulaciones con poco movimiento fisiológico ya que el vendaje elástico cede.

## Indicaciones
Dependen de cada paciente y están valoradas por un profesional de salud habilitado para definirlas. De forma general, las indicaciones para la realización de un vendaje son:
- Lesiones cápsulo-ligamentosas: El vendaje les proporcionará estabilidad articular relativa, o les colocará en una posición de reposo para disminuir la solicitación.

- Lesiones, distenciones tendinosas y musculares, para limitar el alargamiento del tendón o músculo y favorecer los procesos de regeneración.

- En caso de presencia de hematoma, edema, inflamaciones, derrames. Pretende reducir el edema o la inflamación que sigue a unos procesos traumáticos, evitar su consolidación como lo hemos desarrollado previamente.

- Entorsis de primer y segundo grado.

- Laxitudes ligamentosas.

- Descarga de tendinitis, tendinosis y tendinopatías o de fascitis.

- Prevención de deformidades o actitudes viciosas.

- Después de retirar una escayola, en los pasos previos a la rehabilitación.

- Lesiones neurológicas. Estimulación de los receptores cutáneos y propioceptivos

- Ortopédicas: Con fin correctivo y/o antiálgico.

## Contraindicaciones
Las contraindicaciones son difíciles de definir porque depende del paciente y de la patología que éste presente.
Existen algunas contraindicaciones relativas que son aquellas que pueden suponer un riesgo para el paciente, que deben de ser valoradas para determinar si el vendaje está indicado o no. La aplicación del vendaje como técnica de tratamiento depende en gran parte de la valoración que hace el profesional de salud.
También existen contraindicaciones consideradas absolutas. Son las que impiden la realización del vendaje. Estas son:
- Aquellas patologías que requieren una inmovilización total de la estructura o de la función alterada, ya que los vendajes proporcionan una inmovilización parcial. Serían casos de fracturas óseas, salvando algunos casos de fracturas pequeñas como por ejemplo una fractura no desplazada de falange.

- Roturas tendinosas, ligamentosas o musculares de grado elevado y que precisan tratamiento quirúrgico o donde no podemos asegurar el mantenimiento de la reducción.

- En presencia de ciertas enfermedades de piel como el eczema, quemaduras, fragilidades cutáneas, grandes heridas o enfermedades como dermatitis extensas (afecciones dermatológicas importantes), o si el paciente presenta una alergia al material.

- Edema muy importante.

- Trastornos vasculares, tróficos y neurosensitivos importantes.

- Arteriopatías periféricas, enfermedades tromboembolicas.

- Alteraciones sensitivas que se puedan ocultar con el vendaje.

## Materiales
El material utilizado para realizar los vendajes se presentan como un soporte textil que puede ser elástico, rígido, adhesivo, no adhesivo o autoadhesivo.
El material debe ser hipoalergénico para evitar reacciones alérgicas de cualquier tipo, como las reacciones cutáneas.
- Vendas adhesivas rígidas
  - No son elásticas. Son de tipo esparadrapo, inextensibles tanto en anchura como en longitud. Tendrán una mayor resistencia a las solicitaciones en tracción producidas por las actividades del paciente que las elásticas, así que serán más estabilizadoras. Pero su acción antiedematosa será menos importante.
  - Sería el material de elección para conseguir una buena y precisa estabilización.

Con este tipo de venda, encontraremos los vendajes Tape. Este vendaje no debe dejarse más de 3 o 4 días porque podría provocar una reacción cutánea.
- Vendas adhesivas elásticas:
  - Se presentan como vendas con propiedades elásticas lo que permitirá variar la tensión que queremos aplicar en la estructura dañada, estirando más o menos la venda al colocarla.
  - Es básicamente extensible longitudinalmente y de forma menos evidente, transversalmente. Existen diferentes tipos de vendas extensibles que difieren en el sentido que pueden ser extendidas. Aquellas que solo son extensibles longitudinalmente y rígidas transversalmente y aquellas que son extensibles longitudinal y transversalmente. Estas últimas estarán utilizadas sobre todo para envolver un segmento del miembro con el fin de evitar la difusión potencial de un edema en los espacios libres que podrían existir entre las tiras activas. No se puede utilizar para un vendaje de refuerzo.
  - También existen vendas elásticas adhesivas de nueva generación que tienen una presentación muy rugosa y, que a la máxima tensión, nos da una elasticidad excepcional y superior a las descritas previamente. Es muy confortable. Es fácil de manejar y adopta mejor los relieves anatómicos.
  - Permitirá una cierta libertad de movimientos (según la tensión colocada.)
  - Proporciona una compresión progresiva en un miembro (desde la parte distal a la proximal) y favorece el retorno venoso. Tiene una acción antiedematosa más importante que las inelásticas.
- Vendas elásticas autoadhesivas, cohesivas:
  - Vendas con propiedades elásticas pero que no presentan sustancia adhesiva en ninguna de sus caras. Se adhieren sobre sí misma y no sobre la piel. Por eso se dicen que son "autoadhesivas" "cohesivas". También serán fáciles de aplicar y adoptan bien los relevos anatómicos.
  - Según el material utilizado y la tensión que le llevamos, serán más o menos elásticos. Tendrán una acción antiedematosa.
- Existen también vendas que no son adhesivas, como el pretape (también llamado prevendaje), o también vendas de foam: venda de espuma o de poliuretano que se utiliza para recubrir la piel, protegerla, evitar el contacto directo del material adhesivo con el tejido cutáneo o proteger paquetes vasculo-nerviosos o relieves óseos. Se aplica antes de realizar el vendaje

Además de las vendas, hay otros materiales necesarios en la aplicación de vendajes, aunque su uso o no, depende del tipo de vendaje y del paciente:
- Protecciones tendinosas.
- Protectores tipo foam o heel lace pads para proteger eminencias óseas sensibles antes de ser vendadas. Se pueden también poner un poco de vaselina densa para una mayor protección y evitar las lesiones por rozamiento o compresión.
- Spray adhesivo para poner en aquellas zonas donde las tiras activas se separan del plano cutáneo al tensarse o zonas en la que la sudoración suele ser importante,o es recomendable el uso de un producto hecho a base de polímeros que mantengan el área libre de humedad y a la vez sirvan de protección contra la fricción y el cizallamiento.
- Tijeras de retirada de vendajes o tiburones que tienen una punta redonda (que estará en contacto directo con la piel).
- Líquido para retirar restos del vendaje y para limpiar la piel (tape remover)
- Jabón.
- Máquina de rasurar que habrá que utilizar para rasurar el vello antes de un vendaje que hemos de hacer directamente sobre la pie.
- Crema hidratante que se podría poner después de haber retirado el vendaje.

## Directrices para la aplicación de vendajes funcionales
Nunca se tiene que olvidar que para conseguir un vendaje eficaz y eficiente, es imprescindible tener en cuenta los siguientes aspectos:
- Elegir la técnica adecuada de vendaje, para la cual es imprescindible poseer amplios conocimientos en anatomía y biomecánica, además de saber realizar una buena exploración, valoración clínica y diagnóstico.

- Tener en cuenta las necesidades del paciente

- Asegurarse que el paciente no cumple ningún criterio de contraindicación.

- Comprobar el vendaje una vez realizado.

## Precauciones y cuidados post-vendaje
Debido a que el vendaje no permite visualizar el área corporal afectada , es necesario observar datos de alarma y disfuncionalidad de un vendaje como son el estado tegumentario(piel)y datos de compromiso neurovascular distal en dado caso que el vendaje se aplique en miembros ya sea pelvicos o torácicos, eston son piel cianotica(aspecto morado)y perdida de la movilidad y sensibilidad en el miembro, hay que tener en cuenta que se debe evitar mojar la zona y mantener el área seca.

## Enlaeces externos
- Videos sobre Vendaje Funcional

- Datos: Q6160250